# Nioro-du-Sahel
 (septembre 2023).
Si vous disposez d'ouvrages ou d'articles de référence ou si vous connaissez des sites web de qualité traitant du thème abordé ici, merci de compléter l'article en donnant les références utiles à sa vérifiabilité et en les liant à la section « Notes et références ».
Pour les articles homonymes, voir Nioro.
Nioro (Nioro-du-Sahel) ou Nioros en langue soninké est une ville et une commune urbaine malienne, située dans le pays de la Kinguis, chef-lieu du cercle de Nioros et de la région de Nioro-du-Sahel. qui porte sont nom. Elle est la capitale historiques du royaume de Kinguis, En 2023, la population de la commune de Nioro-du-Sahel est estimée à 51 697 habitants, appelés les Nioroens et Nioroennes.

## Géographie

Carte communale.

Elle se situe à proximité de la frontière mauritanienne sur la route nationale RN 25 à 442 km au nord-ouest de la capitale Bamako, et à 241 km au nord-est de Kayes, sur l'axe routier (RR5) à 85 km au nord-ouest de Diangounté-Kita. 
|                        | Nioro Tougoumé Rangabé |        |
| Nioro Tougoumé Rangabé | Nioro du Sahel         | Yéréré |
| Kadiaba Kadiel         | Guétéma                |        |

## Histoire
Selon la légende, la ville a été fondée vers 1240 par Beydari Koba (ou Beydari Tamboura), Peul de la lignée Diawando, et ses compagnons venus du Djolof (actuel Sénégal)[réf. souhaitée]. Elle prend de l’ampleur avec l’arrivée des Bambara qui se substituent aux songhaï et dont le dirigeant Massa fonde vers 1851, le long du fleuve Niger, le royaume de Kaarta qu'il dirige jusque 1710. Les Massassi se sédentarisent à partir de 1760 et établissent une première capitale à Diangounté.
À l'apogée de la dynastie des Massassi, Nioro est établie en capitale par le roi Bodian Moriba (1818-1832), avant d’être conquise par les troupes d’El-Hadj Oumar Tall en 1855, qui élimine la dynastie des Massassi, instaure un califat musulman de l'Empire toucouleur et y fait construire une grande mosquée en 1856. Une importante communauté musulmane vient s’y installer.
Le 1er janvier 1891, la ville de Nioro, dernière forteresse d'Ahmadou Tall est enlevée par l’armée coloniale française dirigée par le lieutenant-colonel Archinard, face aux troupes de l'Empire toucouleur. La cité devient un des premiers chefs-lieux de cercle du Soudan français[réf. à confirmer],.
Nioro devient à partir de 1910 le fief du hamallisme, mouvement soufi issu de la Tijaniyya, initié par cheikh Hamallah. Les adeptes du hamallisme sont activement hostiles à la présence coloniale et subissent une violente répression des autorités dont le paroxysme est atteint en 1940-1941.
Lors des luttes pour l’indépendance qui aboutit à la création de la République soudanaise en 1960, Nioro est un bastion politique de l’Union Soudanaise-Rassemblement Démocratique Africain.

## Démographie
Le recensement général de la population réalisé en 2009, relève une population urbaine de 33 691 habitants pour la ville et la commune urbaine de Nioro.
| 1976   | 1987   | 1998   | 2009   | 2023   |
| ------ | ------ | ------ | ------ | ------ |
| 11 717 | 17 660 | 22 266 | 33 691 | 51 697 |

## Quartiers
En 2023, la loi 2023-007 attribue à la commune 14 villages, fractions ou quartiers :
- Diaka
- Diawely Counda
- Diawely Rangabë
- Kabala
- Kamandapé
- Madonga
- Maguiraga Counda
- Mali-Counda
- Madina Allahéry
- Sylla-Counda
- Tichitt
- Loumbougana
- Sinfhiou Abdoul Kawel
- Awoiny

## Éducation
La première école a été ouverte à Nioro dès le début de la colonisation[réf. à confirmer]. L'académie de Nioro a été créée en mars 2010[source insuffisante].
- Lycée public Fodié Maguiraga de Nioro (LFMN)

## Cultes
La mosquée de Nioro, construite dans le style traditionnel en briques de banco vers 1864 à la demande d'El Hadj Omar Tall, souverain et érudit musulman dirigeant de la congrégation soufie de la Tijaniyya, constitue un lieu de culte en activité et un édifice remarquable par son architecture et son histoire.

## Culture
Le Ismu, ou plus exactement Ismuan-Nabi, probablement organisé depuis au moins les années 1960 par la Hamawiyya de Nioro, célèbre le cheikh Mohamed Ould Hamahoullah, dit « Bouyé Haïdara », fils aîné de Hamahoullah Haïdara, le fondateur du mouvement. Cette manifestation est devenue massivement populaire au tournant des années 1970.
Depuis 1985, la ville accueille également chaque année un autre événement lié à la Tijaniyya, à savoir le grand Ziyara, de son nom complet Zyar Shayk Umar al-Futiyu (littéralement visite commémorative pour le Cheick Oumar du Fouta), qui honore la mémoire d’El-Hadj Oumarou. La fête dure sept jours, de lundi à dimanche, précédant ou suivant les célébrations du Maouloud.

## Économie
Une des caractéristiques essentielles de la ville de Nioro est la succession tour à tour, sans interruption de deux vies : une vie agricole en saison des pluies et une vie commerciale en saison sèche. Le commerce occupe une place très importante dans la vie de Nioro. La ville est devenue un carrefour où s’effectuent d’importants échanges à cause de la rencontre de routes internationales et nationales (1 et 3) et de la route régionale 5 et aussi sa position géographique (frontière avec la Mauritanie). Avant la colonisation, le commerce avec les Maures concernait le sel, la gomme, les plumes et œufs d’autruche et les animaux vivants. Nioro alimentait en grande partie le marché de Tombouctou en tissus. Jusqu'à une époque récente, Nioro portait le nom de grenier à mil ; elle est aussi une ville d'élevage, une bergerie a été créée à Nioro depuis 1925. Le maraîchage est aussi une tradition à Nioro. Chaque famille y a son jardin. Les jardins maraîchers occupaient les bords, parfois même le lit du marigot. Nioro est aussi une zone de collecte et de cueillette de la gomme arabique et du kapok[réf. à confirmer].

## Personnalités
- Cheikh Mohamed Ould Hamahoullah, dit « Bouyé Haïdara », chef et guide du courant soufi Tijaniyya
- Modibo Diarra, homme politique et astrophysicien, né à Nioro en 1952
- Bouillé Siby, homme politique, membre du BEC-UDPM jusqu'en 1991
- Détéba Kamissoko, ancienne ministre
- Sy Kadiatou Sow (1955-), femme politique
- Tiéblé Drame, ancien député et ministre
- Hamet Diane Semega, ancien ministre
- Rokia Maguiraga, ministre
- Thierno H. Diallo, ministre
- Abdoulaye Daffé, banquier, est né à Nioro en 1954
- Mamou Daffé, entrepreneur culturel
- Sadio Bathily, ingénieur et député, est né à Nioro en 1937
- Bouh Diakite, ancien député
- Bakary Dembo Diagouraga, ancien député
- Demba Diallo, ancien député
- Ousmane Bathly, ancien député
- Cheickné Dibassy, ancien maire
- Amadou Diaga, ancien maire
- Drissa Tiémoko Coulibaly, ancien maire
- Abbas Sylla, maire de 2004 à 2009
- Kalilou Diakite, maire de 2009 à 2016

## Lien
- Plan de développement économique social et culturel de la commune urbaine de Nioro du Sahel 2018 2022, Sahel Développement.